# Mastrus varicoxis
Mastrus varicoxis là một loài tò vò trong họ Ichneumonidae.